# Lorena Ayala
Pour les articles homonymes, voir Ayala.
Lorena Ayala Van Heerde, née le 21 mai 1984 à Amsterdam, est un mannequin espagnol ayant été couronné Miss Espagne 2001.